# Vanackerita
La vanackerita és un mineral de la classe dels arsenats que pertany al supergrup de l'apatita. Va ser anomenada en honor de Georges Vanacker (1923-1992), un recol·lector de minerals belga.

## Característiques
La vanackerita és un element químic de fórmula química Pb₄Cd(AsO₄)₃Cl. Cristal·litza en el sistema trigonal en cristalls tabulars pseudohexagonals, de fins a 5 mm, que mostren {0110}, {1121} i {1011} i formen grups i rosetes aleatoris.
Segons la classificació de Nickel-Strunz pertany a «08.BN - Fosfats, etc. amb anions addicionals, sense H₂O, només amb cations de mida gran, (OH, etc.):RO₄ = 0,33:1» juntament amb els següents minerals: aradita, magganasita, fluorpiromorfita, fluorsigaiïta, fluoralforsita, alforsita, belovita-(Ce), clorapatita, mimetita-M, johnbaumita-M, fluorapatita, hedifana, hidroxilapatita, johnbaumita, mimetita, morelandita, piromorfita, fluorstrofita, svabita, turneaureïta, vanadinita, belovita-(La), deloneïta, fluorcafita, kuannersuïta-(Ce), hidroxilapatita-M, fosfohedifana, hidroxilpiromorfita, estronadelfita, fluorfosfohedifana, carlgieseckeïta-(Nd), miyahisaïta, pieczkaïta, hidroxilhedifana, pliniusita, parafiniukita, arctita, krügerita i goryainovita.

## Formació i jaciments
La vanackerita és un mineral secundari que es forma en la zona d'oxidació d'un dipòsit hidrotermal, polimetàl·lic en dolomia. Va ser descoberta a la mina Tsumeb, Tsumeb, a la regió d'Otjikoto (Namíbia). Es tracta de l'únic indret on ha estat trobada aquesta espècie mineral.